# 風神雷神図屏風 (尾形光琳)
「風神雷神図屏風」（ふうじんらいじんずびょうぶ）は琳派の絵師である尾形光琳による風神雷神図の屏風である。雷神と風神を描いた俵屋宗達の「風神雷神図屏風」の模写である。光琳制作以降、酒井抱一や鈴木其一が同様の画題で作品制作を行っており、琳派の画系を象徴する作品となった。江戸中期頃に描かれた絵とみられ、東京国立博物館に所蔵されており、1940年(昭和15年)5月3日に重要文化財に指定されている。宗達の絵を忠実に模倣しつつ、自らの個性を盛り込んだ模写としてよく知られている。裏絵として抱一の夏秋草図が後から加筆されたが、後年作品保存のため表と裏を分割し、「夏秋草図屏風」として独立させた。

## 内容
紙本金地着色の2曲1双の屏風絵で、それぞれ1曲が縦164.5cm×横182.4cmの大きさである。18世紀に描かれた絵で、重要文化財に指定されている。右隻には緑色の風神が、左隻には白い雷神が描かれている。背景は平面的な金地である。風神も雷神も着用している衣類が右側に向かってあおられており、画面左から右に強い風が吹いていることが視覚的にわかるように描かれている。風神は画面右側から飛んで入ってきたかのようであり、雷神は風神が起こす風の前に踏みとどまっているかのように描かれている。風神の衣類の一部は上で途切れてしまっている。風神も雷神も墨で描かれた雨雲を従えている。逆立っている髪の部分などには代赭のような色で下塗りをした後で金泥と墨を使用している。
光琳が比較的晩年に使用していた「法橋光琳」の款と方祝印がある。

### 裏絵としての酒井抱一「夏秋草図屏風」
| 酒井抱一「夏秋草図屏風」。「秋草図」（左）は「風神図」の裏側、「夏草図」（右）は「雷神図」の裏側にそれぞれ描かれていた。 |  | 酒井抱一「夏秋草図屏風」。「秋草図」（左）は「風神図」の裏側、「夏草図」（右）は「雷神図」の裏側にそれぞれ描かれていた。 |
| 酒井抱一「夏秋草図屏風」。「秋草図」（左）は「風神図」の裏側、「夏草図」（右）は「雷神図」の裏側にそれぞれ描かれていた。 |  | |

「風神雷神図屏風」の模写も描いている酒井抱一の「夏秋草図屏風」がこの絵の裏側に描かれていた。「雷神図」の裏側が「夏草図」、「風神図」の裏側が「秋草図」であり、「雷神により降らされた雨に打たれる夏草」と、「風神によって巻き起こる風になびく秋草」を描いているとされる。「夏秋草図屏風」は、当時光琳の「風神雷神図屏風」を所有していた一橋徳川家2代目・徳川治済の古希祝いのために抱一が依頼を受けて制作したものだが、抱一が敬愛する先達である光琳に対して「みずからの芸術のすべてをかけて挑戦した果たし状」のような作品であると評されている。東京国立博物館では作品を保存するため1974年に裏と表に分けられ、二種類の別の屏風として保管されている。しかしこの分離により、抱一が光琳をどのように解釈し、裏絵を含めて1組の作品を作り上げていたかということが理解できなくなったとするむきもある。なお、出光美術館は「夏秋草図屏風」の下絵を所蔵しており、付属する貼紙からは抱一が制作に際して練り上げていった構想を確認することができる。

## 制作背景

俵屋宗達「槇楓図屏風」

### 年代
18世紀に描かれた絵である。「法橋光琳」の落款と方祝印があるため、光琳が法橋になった1701年以降の作品であることは確実である。「方祝」も晩年に使用していた雅号であり、光琳が宗達を模写した別の絵である「槇楓図屏風」にも同じ落款と印がある。

### 経緯

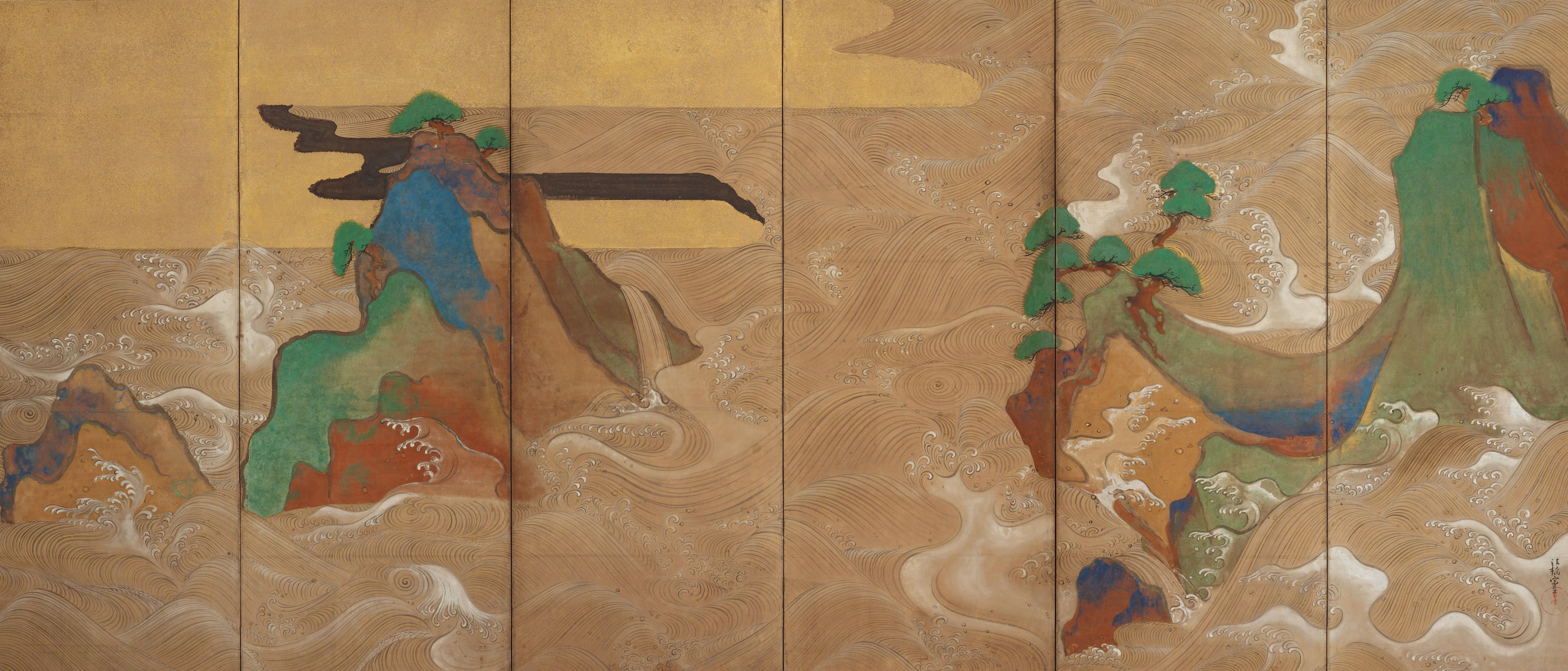
俵屋宗達「松島図屏風」

尾形光琳がどのような経緯で俵屋宗達の「風神雷神図屏風」を見たのかはあまりはっきりしていない。江戸中期頃には宗達のオリジナルはのちの所有者である建仁寺ではなく、建仁寺派の寺で光琳の弟である尾形乾山にゆかりがある妙光寺が所有していた。おそらくそうした経緯で1710年頃に光琳が宗達の絵を見たのではないかと推定されている。光琳はこの発見にあたり、「堀塗りと呼ばれる彩色技法や、たらし込み風の雲霞の表現」などから宗達の真作であると考えたと推測される。琳派の画家にとって先達の絵画を研究することはきわめて重要とされており、こうした伝統にのっとって光琳は傑作と考えられる宗達の絵を模写した。宗達が「風神雷神図屏風」を描いた時期は不明であるが、最晩年の1640年前後ではないかと推定されており、光琳はオリジナルの80年ほど後に模写を制作したことになる。光琳の絵は非常に宗達に忠実であり、内藤正人はゆっくり時間をかけて宗達の原画を研究した成果があらわれていると考えている。比較的高価な材料を用いて描かれた絵画であり、富裕な発注者がいた可能性も指摘されている。
光琳は他にも宗達及び宗達派の絵画の中で「松島図屏風」と「槇楓図屏風」を模写しているが、当時堺の祥雲寺が所蔵していた「松島図屏風」も忠実に研究した模写を行っており、妙光寺も祥雲寺も地元の商人たちとゆかりが深い寺であったことがこうした精密な模写の制作につながったと推定されている。

### 成果としての「紅白梅図」

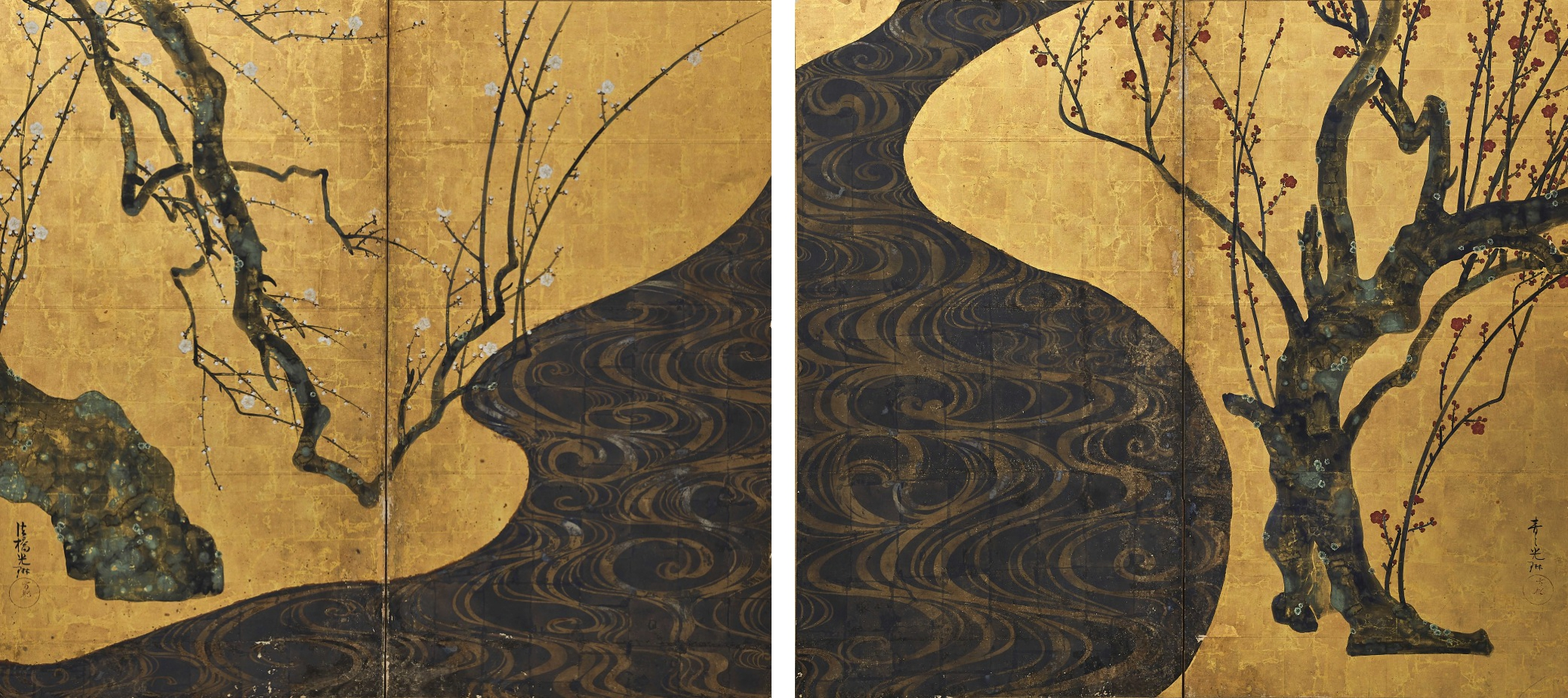
尾形光琳「紅白梅図屏風」

本作は光琳が宗達に学ぶ形で模写を行ったものであるが、光琳がオリジナルの絵画によって宗達研究の成果を示した絵画がもうひとつの代表作である「紅白梅図」であると言われている。「風神雷神図屏風」の模写で学んだ構成についての感覚が「紅白梅図」にも生かされていると考えられている。

## 宗達の絵との違い

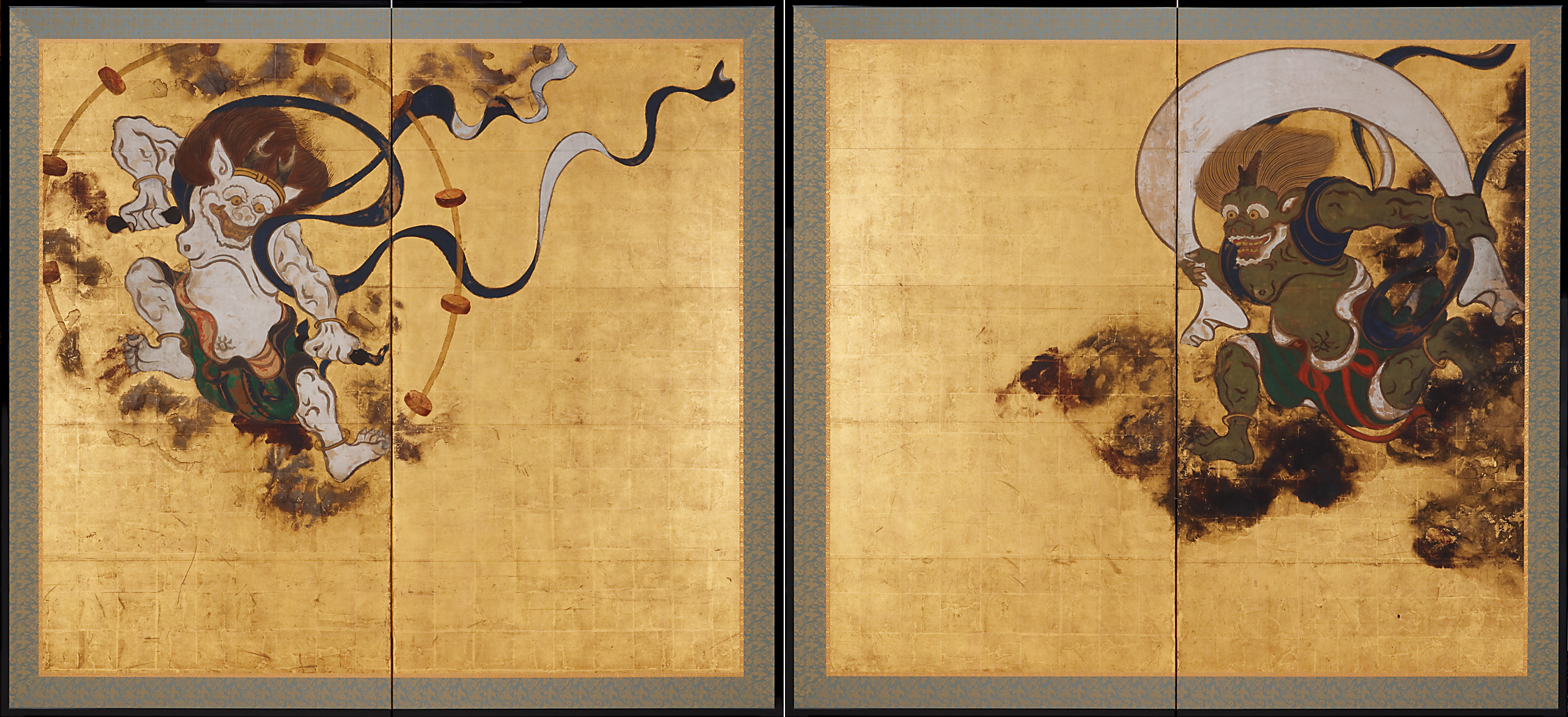
俵屋宗達によるオリジナルの「風神雷神図屏風」

宗達の絵を「驚くべき忠実さ」で再現しており、輪郭線などはほぼ宗達のオリジナルと一致するように描かれているが、細かい違いがある。宗達に比べると風神と雷神の眼が小さめで顔が人間らしく、よりはっきり双方を見ているようになっている。このためより「風神雷神に実在感」があるとされる。衣装や太鼓などはより軽い表現になっている。とくに衣類の色の塗り分けについては光琳は宗達に比べて厳密である。一方で雨雲の表現は光琳のほうがより重厚である。風神と雷神が浮かんでいるように見える宗達の絵に比べると輪郭線などは濃く、色彩も鮮やかで肉体的な存在感は強調されている。このため風神と雷神が「動きを止めて雲の中に嵌め込まれたように」見える。宗達よりも絵のサイズが少し大きく、上に金色の余白が広くとられている。
風神の顔やへそなどは宗達に比べるとやわらかい表現になっている。手の部分については爪まで緑青ではっきり彩色されている。足も装飾的な表現になっている。
雷神の顔はより「諧謔味」があると評され、笑みに近いような表情で描かれている。髪の描き方はより装飾的になっている。腹のあたりの衣装の色彩表現はだいぶ宗達の絵と異なっている。左足の爪は人間離れした鋭い形に変更されている。
非常に忠実であるため、敷き写しされたとも考えられている。内藤正人は本作が「トレース」であろうと推測している。しかしながら奥井素子は作品同士の差異からしてトレースではなく、光琳は宗達の原画を見ていなくてもこの絵が描けた可能性すらあることを指摘している。一方で奥井素子はとくに雷神などの表現の変更点について『北野天神縁起絵巻』などからの影響を指摘している。
この模写を通して、光琳は「宗達描くところの、とらえどころのないような雰囲気の描写」が自分にはできないことを自覚したのではないかと推測されている。本作は忠実に模写をしつつ自分なりの個性的な表現を加えた光琳の「風神雷神図屏風」は、琳派特有の「古画の学習とその再生を同時に果たす」伝統のあらわれと考えられている。

## 来歴

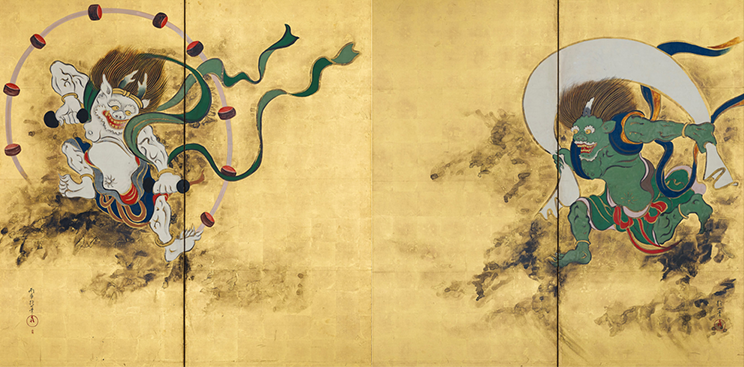
酒井抱一「風神雷神図屏風」

発注者や初期の所蔵者などの情報は不明である。幕末期には江戸の一橋徳川家が所蔵していた。しかしながら一橋家がもともとの発注者なのかどうかも不明である。風神や雷神は武家である徳川家の守護神的な位置づけの神であり、このため一橋家が本作を入手したと考えられている。

### 酒井抱一による模写
この時に初めて酒井抱一が光琳の「風神雷神図屏風」を見たと考えられており、抱一は俵屋宗達のオリジナル版の存在を知らなかったため、光琳の絵がオリジナルであると思い込んで「風神雷神図屏風」の模写を描いた。抱一の作品は模写の模写ということになるため、宗達の「風神雷神図屏風」とは相当に異なる表現になっている。また、この模写を描いた時は抱一は光琳の「風神雷神図屏風」をじっくり研究する時間がなかったのではないかとも推定されている。

## 評価

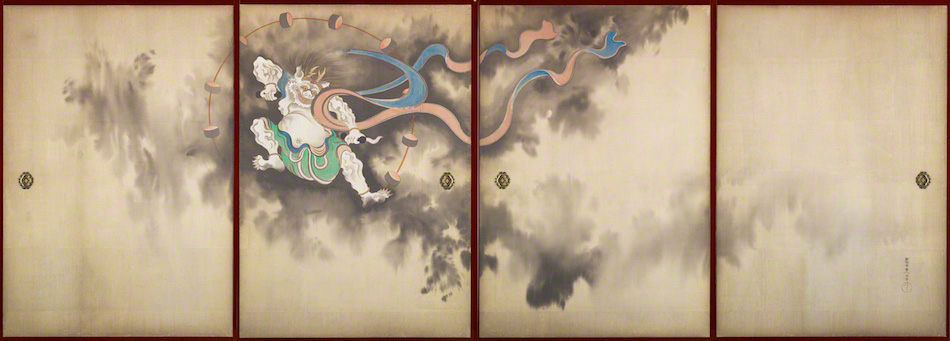
鈴木其一「風神雷神図屏風」左隻

忠実な模写を目指しつつも尾形光琳らしい工夫を加えた作品であり、「宗達作品から風神と雷神の姿を学びながら、自らの絵画館のもとに新たな芸術的生命を与えている」と評されている。変更点については「時代の美意識の変化に起因する」ところもあると考えられている。とはいえ宗達のオリジナルには一段劣り、「独特な空間表現を再現することはできなかった」という評価も多い。中島純司は「幻想的主題にまで写実の傾向を残してしまった」と評している。内藤正人は、先達からの学びを重視する琳派の伝統にのっとって描かれたがゆえに「宗達の風神雷神を押さえ込むだけの力は、惜しむらくは見いだしにくいかも知れない。だが、それでよいのだ」と述べている。
「紅白梅図屏風」との関連性が強く指摘されており、いずれも「二次元平面上の秩序だった均衡」を重視した光琳のこだわりが見える作品である。

### 受容
抱一も含め、光琳以降、風神雷神は江戸琳派の画家に好んでとりあげられるようになった。酒井抱一の弟子である鈴木其一も「風神雷神図襖」を描いている。このような経緯により、風神雷神図は「琳派の師承関係をあらわす因縁の主題」と称されている。
1940年に重要文化財に指定されている。

## 展示
現代になってからは光琳の「風神雷神図屏風」は東京国立博物館が所蔵している。所蔵している東京国立博物館にて2008年、2012年、2013年、2014年、2017年に展示されている。
2015年に京都国立博物館の「琳派　京を彩る」展で75年ぶりに俵屋宗達、尾形光琳、さらに酒井抱一の3名が描いた風神雷神図がそろって展示された。